# Orthotrichum callistomum
Orthotrichum callistomum là một loài Rêu trong họ Orthotrichaceae. Loài này được Fisch.-Oost. ex Bruch & Schimp. mô tả khoa học đầu tiên năm 1850.